# Động đất Bì Sơn 2015
Động đất Bì Sơn 2015 (tiếng Trung: 2015年新疆皮山地震) là trận động đất xảy ra vào lúc 09:07:47 (CST), ngày 3 tháng 7 năm 2015. Trận động đất có cường độ 6,4 Mw, tâm chấn độ sâu khoảng 20 km. Hậu quả trận động đất đã làm 3 người chết, 71 người bị thương.